# 이상달
이상달(경상북도 고령군, 1939년 ~ 2008년)은 대한민국의 기업인이다. 박근혜 정부 제4대 민정수석비서관 우병우의 장인이다. 1962년 경희대학교 법과대학을 졸업하였고 30세에 <약수건설>을 설립하며 건설업에 뛰어들었다. 제11·12대 대통령 전두환의 형 전기환은 합천군 태생에 경찰 출신으로, 합천군 출신 경찰 옥기진, 권복경 등과 깊은 친분이 있었고 이상달은 합천군에서 생활한 적이 있음을 이용해 이들과 자주 어울렸다. 이상달은 이런 인연을 활용해 역대 치안총수들과 함께 국외여행을 다녀오기도 하고 치안감들의 부부동반 국외여행을 주선하는 등 경우회의 후원자로 활동하였다. 이런 인맥 관리 속에 경우회가 추진하던 골프장 경영에도 참여하였다. 이후 1976년 삼강중장비 대표이사, 1988년 삼남개발 대표이사, 1992년 대한중기협회 회장, 1994년 정강중기 대표이사, 2003년 대한건설기계협회 초대 회장이 되었다. 2002년 김대중 정부 시기 건설산업 발전 공헌으로 은탑산업훈장을 받았다.
정무적 수완이나 인맥이 상당하여 사망 후에도 그 영향력을 보여주었다. 7주기 추도식에 유족을 비롯하여 추도객 300여 명이 참석했는데, 사회는 배우 길용우가 맡았고 법무부차관을 역임한 정동기가 추모사를 읽었으며 배우 강부자가 추도가를 불렀고 헌법재판관을 역임한 정경식, 병무청장을 역임한 신용욱, 중앙대학교 부총장을 역임한 이상윤 등이 하객으로 참석했다.